# Isole Fortunate

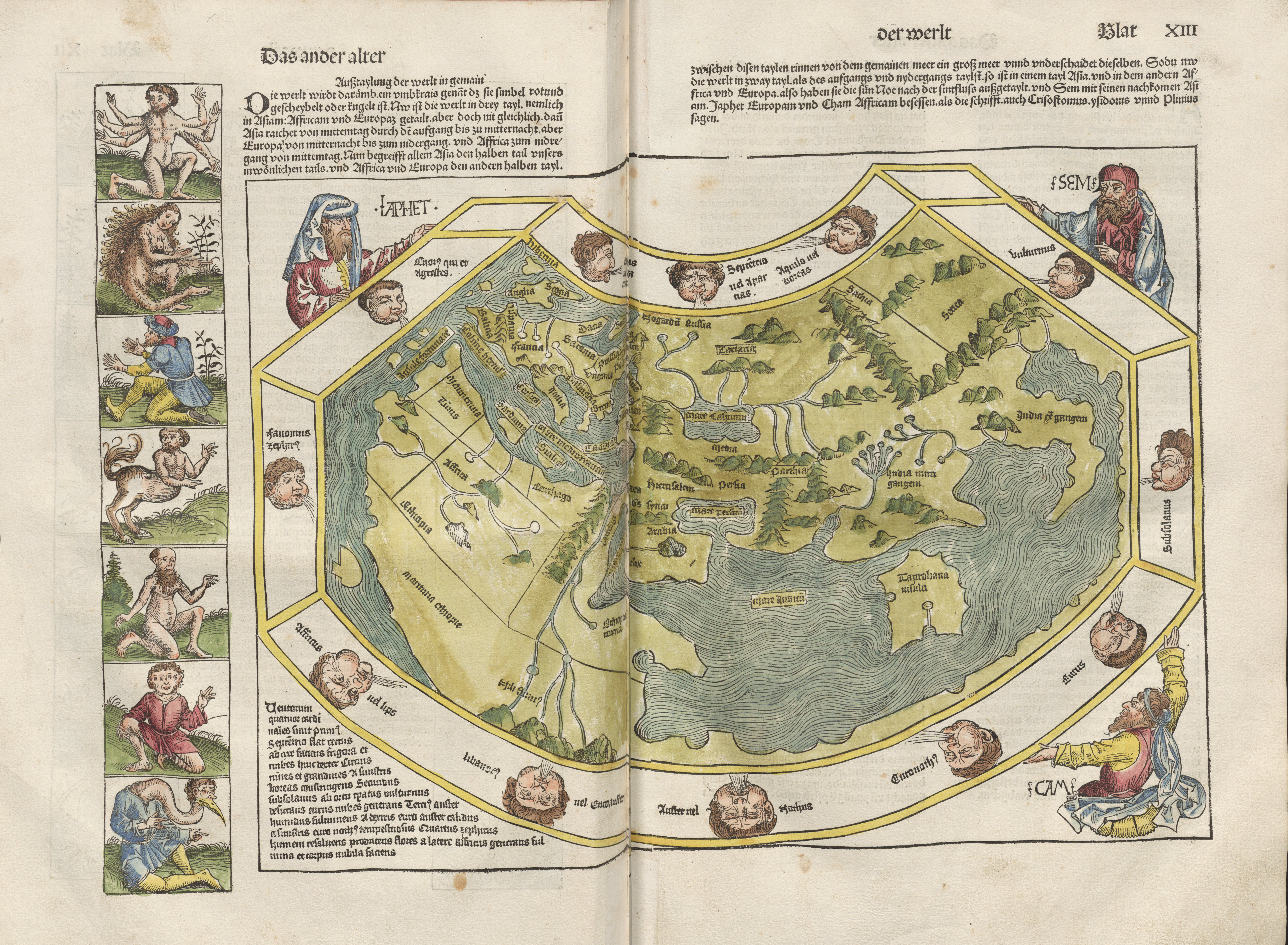
Carta del mondo del 1493 (dalle Cronache di Norimberga di Hartmann Schedels). A Ovest delle coste africane sono visibili le Isole Fortunate.

Le Isole Fortunate o Isole dei Beati (in greco antico: μακάρων νῆσοι?, makárōn nêsoi, in latino insulae fortunatae), sono isole dell'Oceano Atlantico presenti nella letteratura classica sia in contesti mitici sia in opere storiche e geografiche. Da Claudio Tolomeo in poi si è spesso sostenuto che coincidessero con le Canarie.
Già nell'antichità si tendeva a confondere le Isole Fortunate con i Campi Elisi, ponendole nell'oceano a poca distanza dall'Atlante.

## Il mito
Nel mito, presente nella letteratura greca almeno da Esiodo, ma probabilmente derivato da racconti dei Fenici, le Isole dei Beati, a volte identificate con i Campi Elisi, sono isole dal clima dolce nelle quali la vegetazione lussureggiante fornisce cibo senza che gli uomini abbiano bisogno di lavorare la terra. Gli dei destinano alcuni eroi a vivervi un'eterna vita felice.

## Le isole nelle opere geografiche e storiche
In Diodoro Siculo l'isola è una sola e vengono meno alcuni elementi essenziali del mito. Lo storico non nomina divinità, né beati, ma localizza l'isola nell'Oceano, a molti giorni di navigazione al di là delle Colonne d'Ercole, e ne parla come di un antico possedimento cartaginese. Secondo Plutarco la distanza dall'Africa sarebbe di 10.000 stadi (circa 1.600 km). Plinio il Vecchio identifica chiaramente le Isole Fortunate con le Isole Canarie. Plinio nella sua enciclopedica opera Naturalis Historia ricorda la spedizione del re Giuba sulle isole Canarie.
I nomi delle isole erano registrati come Capraria (Fuerteventura), Canaria (Gran Canaria), Ninguaria (Tenerife), Junonia Major (La Palma), Pluvialia (El Hierro), e Junonia (La Gomera). 
Lanzarote e Fuerteventura, le due isole Canarie più orientali, erano solo menzionate come l'arcipelago delle Purpurae Insulae, ossia le "isole viola". La stessa identificazione è certa per le Isole Fortunate di Tolomeo, che nella sua Geografia vi fa passare il meridiano di riferimento. Dopo la caduta dell'Impero Romano d'Occidente, l'interazione con le isole Canarie non è registrata prima del 999, quando gli Arabi arrivarono sull'isola che soprannominarono al-Djezir al-Khalida.
Il nome Isole Fortunate fu usato fino all'età moderna per indicare le Isole Canarie ed oggi sopravvive ancora nel termine Macaronesia che fa riferimento anche a Madeira e Capo Verde.

## La localizzazione delle isole
L'identificazione delle Isole Fortunate con le Isole Canarie, operata da Plinio il Vecchio, Tolomeo e altri autori, non è stata necessariamente sempre valida, né spiega l'origine del mito. Manfredi, nel saggio citato, ipotizza che il mito possa essere stato generato da racconti relativi a isole caraibiche raggiunte da Fenici o Cartaginesi. L'assenza del ciclo stagionale, congiunta alla ricchezza della vegetazione, avrebbe potuto suggerire l'idea di un luogo in cui fossero assenti lavoro e invecchiamento. 
L'ipotesi è basata sull'analisi delle testimonianze di Diodoro Siculo, Plutarco e altri autori, che sembrano riferirsi a terre più occidentali delle Canarie e trasmettono il ricordo della relazione tra le isole e Cartagine. La tesi dell'identificazione delle Isole Fortunate con isole caraibiche (precisamente le Isole Sopravento Meridionali e le Isole Sottovento delle Piccole Antille) è stata ripresa, con nuovi argomenti di tipo anche quantitativo, nel XXI secolo da Lucio Russo.
Un'altra possibilità è che le Isole Fortunate si riferiscano alle Azzorre. Una tesi corroborata dalla distanza delle Azzorre dall'Africa, circa 1700/1800 km, che coincide con la distanza che indica Plutarco, 10.000 stadi. Inoltre nel 1749 una spedizione inglese trovò delle monete cartaginesi sull'isola di Corvo. 